# Psitteuteles versicolor
Psitteuteles versicolor е вид птица от семейство Psittacidae.

## Разпространение
Видът е разпространен в Австралия.